# 愛上大明星
《愛上大明星》（英語：Starstruck）是2010年迪士尼頻道原創電影，由史特林·奈特和丹妮兒·坎貝爾。2009年在加利福尼亞州洛杉磯拍攝。

## 外部連結
- 官方网站
- 互联网电影数据库（IMDb）上《愛上大明星》的资料（英文）